# Попов, Иннокентий Иванович
Иннокентий Иванович Попов (1 мая 1905 года, Сретенск, Забайкальская губерния — 28 марта 1984 года, Симферополь, УССР, СССР) — советский учёный, геофизик и сейсмолог, доктор физико-математических наук, профессор.
Руководитель Центральной геофизической обсерватории Сейсмологического института АН СССР в Обнинске (ныне Институт физики Земли им. О. Ю. Шмидта РАН), основатель и руководитель Отдела сейсмологии Института геофизики АН УССР в Крыму.

## Биография
Родился в семье священослужителя. Отец был священником в селе Верхнеаторское в северной части озера Байкал. Мать, Екатерина Мелетьевна, работала фельдшером. Уроженка Сретенска, дочь протоиерея Мелетия Прянишникова. Умерла в 1943 году в Кзыл-Орде в эвакуации.
Трудовую жизнь начал в 17 лет рабочим и электромонтером.
В 1923 году окончил среднюю школу в Сретенске и поступил на физико-математический факультет Томского университета.
В 1927 году с 4-го курса перевелся на последний курс физико-математического отделения Крымского педагогического института в Симферополе. Будучи студентом работал учителем физики в средней школе и на рабфаке.
В 1928 году окончил университет и получил квалификацию преподавателя физики.
С 1928 года работал лаборантом, затем ассистентом кафедры физики в Крымском педагогическом институте.
С 1931 по 1947 годы был доцентом, организатором и руководителем кафедры физики в Крымском медицинском институте.
В 1941—1944 годах во время Великой Отечественной войны был эвакуирован вместе с институтом и продолжал работать в Армавире и Кзыл-Орде.
В 1947 году был назначен и переведен в должность директора Крымского педагогического института в Симферополе.
В 1952 году в соответствии с задачами сейсмической науки был переведен в Институт Физики Земли АН СССР, где занимался организацией Центральной сейсмической станции «Симферополь» Крымско-Северокавказской сейсмической сети АН СССР.
В 1963 году был переведен в Обнинск для формирования новой Центральной геофизической обсерватории «Москва» Института Физики Земли АН СССР, где стал работать директором обсерватории.
В апреле 1969 года защитил диссертацию и был утвержден в ученой степени доктора физико-математических наук.

## Трудовые достижения
Написал и опубликовал более 50 научных работ.
30 лет преподавал физику и геофизику в высшей школе.
Пытался построить цельную и связанную картину происшедших землетрясений и ответить на вопросы:
- в чём причина движений Земной коры;
- каковы движущие силы, изменяющие облик Земли.

Избирался депутатом Крымской области и Симферопольского горсовета (мэрии).
Награждён Орденом Трудового Красного Знамени.